# 亞特拉斯龍屬
亞特拉斯龍是一屬中型蜥腳下目恐龍，生存於侏羅紀中期（巴通階至卡洛維階）的北非。

## 發現

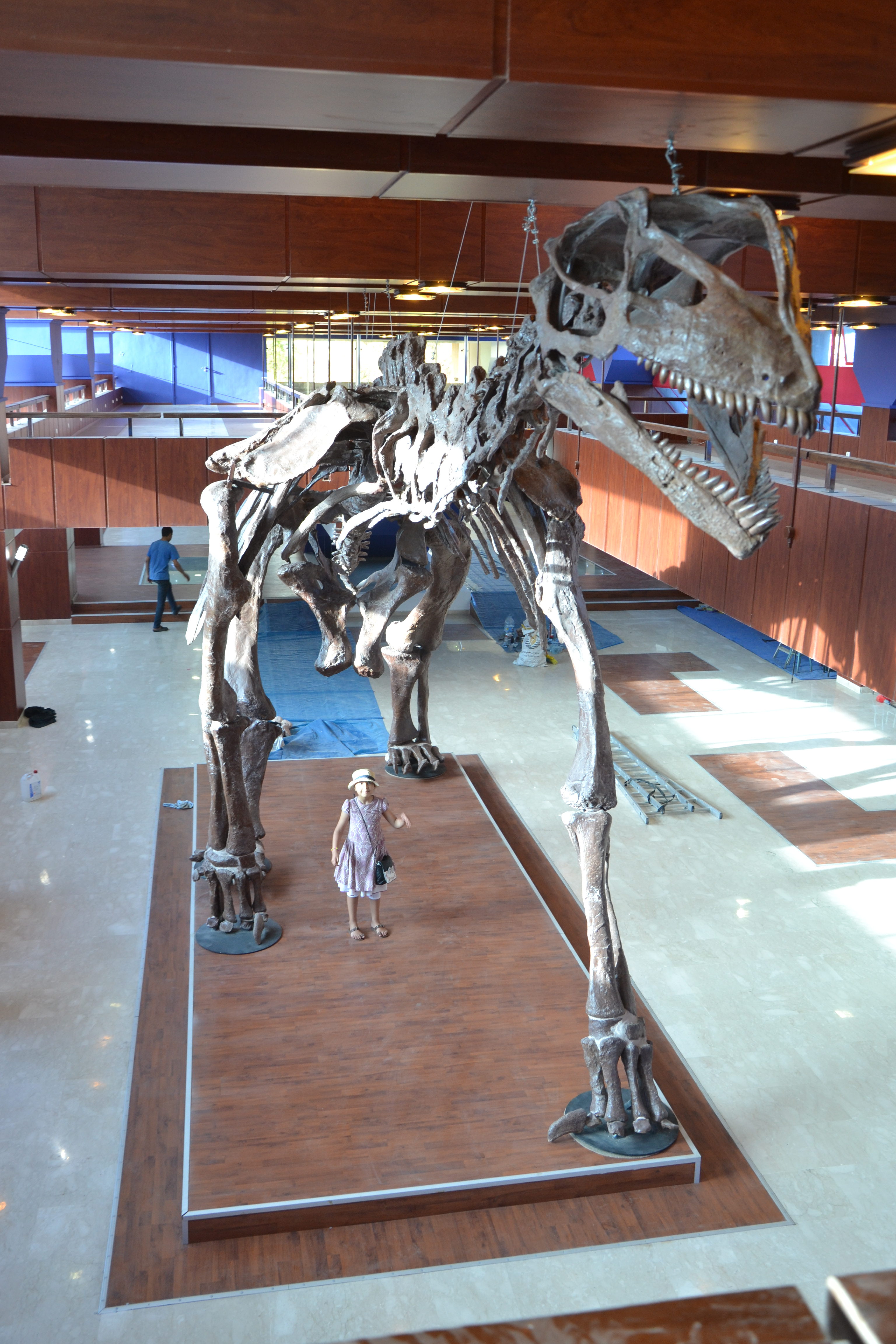
骨架模型

化石於1981年在摩洛哥的艾濟拉勒省發現，是一副接近完整的骨骼以及頭骨。該地屬於古提奧組，地質年代為侏羅紀中期的巴通階至卡洛維階。
戴爾·羅素、菲力·塔奎特等人於1999年將這些化石正式命名。模式種是高大亞特拉斯龍（A. imelakei）。屬名意為「亞特拉斯的蜥蜴」，是以鄰近的亞特拉斯山脈為名，相傳希臘神話中的泰坦神族亞特拉斯在此支撐天空。種名則轉寫自阿拉伯語的「‎」，意為「巨人」。

## 分類
1981年亞特拉斯龍的化石剛發現時，被認為是種相對原始的蜥腳類，而被鑑定為鯨龍的一個種。之後羅素和塔奎特等人（1999）根據數個脊柱與四肢的相似特徵，提出阿特拉斯龍是腕龍的近親。然而較近期的分析认为牠可能是種图里亚龙类。最近的圖里亞龍類研究則將亞特拉斯龍歸類於腕龍科。

## 敘述
亞特拉斯龍與腕龍的差異在於：不同的背椎長度（假設共有12節長3.04公尺）、比例較大的頭骨、較短的頸部（至少13節頸椎）、較長的尾巴及四肢（肱骨/股骨比例為0.99；尺骨/脛骨比例為1.15）。亞特拉斯龍的下頜長約69公分；頸部長約3.86公尺；肱骨長1.95公尺；股骨長2公尺；身體總長度及體重估計值分別為15公尺及22.5噸。牙齒呈匙狀，牙齒邊緣有小齒。

## 外部連結
- 亞特拉斯龍的圖片和資訊（页面存档备份，存于）